# لينه كلوستر
لينه كلوستر (من مواليد 27 فبراير 1990) هي رياضية نرويجية متخصصة في سباقات 400 متر و400 متر حواجز. وصلت إلى الدور نصف النهائي في بطولة أوروبا لألعاب القوى داخل الصالات 2013، حيث سجلت رقمًا قياسيًا وطنيًا جديدًا في الصالات بلغ 52.78 ثانية، لكنها فشلت في الوصول إلى النهائي. أصبحت كلوستر بطلة النرويج في سباق 200 متر عامي 2012، 2013، وكذلك في أعوام 2018، 2022، 2023، وفي سباق 400 متر في أعوام 2012، 2013، 2016. وفازت بسباق 100 متر حواجز في عام 2017 وسباق 400 متر حواجز في عام 2018. كما كانت بطلة وطنية في سباق 100 متر من عام 2022 إلى عام 2024. وفي الصالات المغلقة، كانت بطلة وطنية في سباق 400 متر في أعوام 2012، 2013، 2018، وكذلك في سباق 200 متر في عام 2012. وفي عام 2015 فازت في سباق 60 متر حواجز وفي عام 2019 بسباق 800 متر، وفازت بسباق التتابع 4 × 200 متر عامي 2013 و عام 2015.

## مسيرتها الرياضية
اكتسبت لينه كلوستر تجربتها الأولى في البطولات الدولية في عام 2011، عندما احتلت المركز السابع في سباق 400 متر في بطولة أوروبا تحت 23 عامًا في أوسترافا، وأنهت السباق في 54.18 ثانية. في عام 2012، تنافست في سباق التتابع النرويجي 4 × 400 متر في بطولة أوروبا لألعاب القوى 2012 في هلسنكي، لكنها غابت عن النهائي بزمن قدره 3:37.74 دقيقة. في العام التالي وصلت إلى الدور نصف النهائي من سباق 400 متر في بطولة أوروبا لألعاب القوى داخل الصالات 2013 في غوتنبرغ، خرجت بزمن قدره 52.78 ثانية. في عام 2014، في بطولة أوروبا لألعاب القوى 2014 في زيورخ، فشلت في التقدم بعد الجولة الأولى من سباق 400 متر، وأنهت السباق في 54.27 ثانية،كما خرجت أيضًا من تصفيات التتابع بزمن قدره 3:36.67 دقيقة.
في عام 2015، خرجت من الدور التمهيدي لبطولة أوروبا لألعاب القوى داخل الصالات 2015 في براغ بزمن قدره 54.21 ثانية، في العام التالي غابت عن نهائي التتابع في بطولة أوروبا لألعاب القوى 2016 في أمستردام محققة رقمًا قياسيًا وطنيًا جديدًا قدره 3:31.73 دقيقة. في عام 2018، تنافست في سباق 400 متر حواجز في بطولة أوروبا لألعاب القوى 2018 في برلين، خرجت من الدور نصف النهائي بزمن قدره 55.78 ثانية.
في عام 2021، فازت بألعاب كورتاني 2021 بزمن قدره 56.45 ثانية ثم تنافست في سباق الحواجز في دورة الألعاب الأولمبية الصيفية 2020 في طوكيو حيث خرجت من الجولة الأولى بزمن قدره 56.45 ثانية. وبعد فترة وجيزة، حققت رقمًا قياسيًا وطنيًا في سباق 200 متر في لا شو دو فوند بزمن قدره 23.11 ثانية وبالتالي حلت محل هيلين رونينجن كحاملة للرقم القياسي.
في عام 2022، خرجت من الدور نصف النهائي لسباق 400 متر حواجز في بطولة أوروبا لألعاب القوى 2022 في ميونيخ بزمن 55.63 ثانية، وغابت عن النهائي مع فريق التتابع 4 × 400 متر، مسجلةً زمنًا قدره 3:31.36 دقيقة. في العام التالي خرجت من الدور نصف النهائي لبطولة العالم لألعاب القوى 2023 في بودابست بزمن 55.43 ثانية. في عام 2024 احتلت المركز السادس في سباق 400 متر حواجز في بطولة أوروبا لألعاب القوى 2024 في روما بزمن 55.29 ثانية. وفي منافسة الأولمبية خرجت من جولة الإعادة ضمن سباق 400 متر حواجز في دورة الألعاب الأولمبية الصيفية 2024 في باريس بزمن 56.73 ثانية.

## المسابقات الدولية
| العام        | المسابقة                               | المكان                   | المركز                               | حدث                      | ملاحظة        |
| يمثل النرويج | يمثل النرويج                           | يمثل النرويج             | يمثل النرويج                         | يمثل النرويج             | يمثل النرويج  |
| ------------ | -------------------------------------- | ------------------------ | ------------------------------------ | ------------------------ | ------------- |
| 2009         | بطولة أوروبا للناشئين                  | نوفي ساد، صربيا          | المركز الخامس (جولة تصفيات)          | سباق 100 متر حواجز       | 13.73 ثانية   |
| 2009         | بطولة أوروبا للناشئين                  | نوفي ساد، صربيا          | المركز الرابع                        | سباق التتابع 4 × 400 متر | 3:41.86 ثانية |
| 2011         | بطولة أوروبا لألعاب القوى تحت 23 عامًا  | أوسترافا، جمهورية التشيك | المركز السابع                        | 400 متر                  | 54.18         |
| 2012         | بطولة أوروبا                           | هلسنكي، فنلندا           | المركز الحادي عشر (جولة تصفيات)      | 4 × 400 متر تتابع        | 3:37.74       |
| 2013         | بطولة أوروبا لألعاب القوى داخل الصالات | غوتنبرغ، السويد          | المركز السادس (نصف نهائي)            | 400 متر                  | 52.78         |
| 2014         | بطولة أوروبا                           | زيورخ، سويسرا            | المركز الخامس والعشرون (جولة تصفيات) | 400 متر حواجز            | 54.27         |
| 2014         | بطولة أوروبا                           | زيورخ، سويسرا            | المركز الثالث عشر (جولة تصفيات)      | 4 × 400 متر تتابع        | 3:36.57       |
| 2015         | بطولة أوروبا لألعاب القوى داخل الصالات | براغ، جمهورية التشيك     | المركز الثاني والعشرون (جولة تصفيات) | 400 متر                  | 54.21         |
| 2016         | بطولة أوروبا                           | أمستردام، هولندا         | المركز الثاني عشر (جولة تصفيات)      | سباق التتابع 4 × 400 متر | 3:31.73       |
| 2018         | بطولة أوروبا                           | برلين، ألمانيا           | المركز العاشر (جولة تصفيات)          | سباق 400 متر حواجز       | 55.78         |
| 2021         | الألعاب الأولمبية                      | طوكيو، اليابان           | المركز التاسع والعشرون (جولة تصفيات) | 400 متر حواجز            | 56.45         |
| 2022         | بطولة أوروبا                           | ميونيخ، ألمانيا          | المركز الثاني عشر (جولة تصفيات)      | 400 متر حواجز            | 55.63         |
| 2023         | بطولة العالم                           | بودابست، المجر           | المركز العشرون (جولة تصفيات)         | 400 متر حواجز            | 55.43 ثانية   |
| 2024         | بطولة أوروبا                           | روما، إيطاليا            | المركز السادس                        | سباق 400 متر حواجز       | 55.29 ثانية   |
| 2024         | الألعاب الأولمبية                      | باريس، فرنسا             | المركز الثامن عشر (جولة الإعادة)     | سباق 400 متر حواجز       | 56.73 ثانية   |

## أفضل الأرقام الشخصية
خارجي
- 200 متر – 23.21 (+2.0 متر/ثانية، بول 2018)
- 400 متر – 52.78 (أوسلو 2013)
- 100 متر حواجز – 13.54 (-1.9 متر/ثانية، أسكوي 2016)
- 400 متر حواجز – 55.49 (لا شو دو فون 2018)

داخلي
- 200 متر – 24.30 (ستينكير 2015)
- 400 متر – 52.78 (غوتنبرغ 2013)